# Karl Heckmann (Politiker)

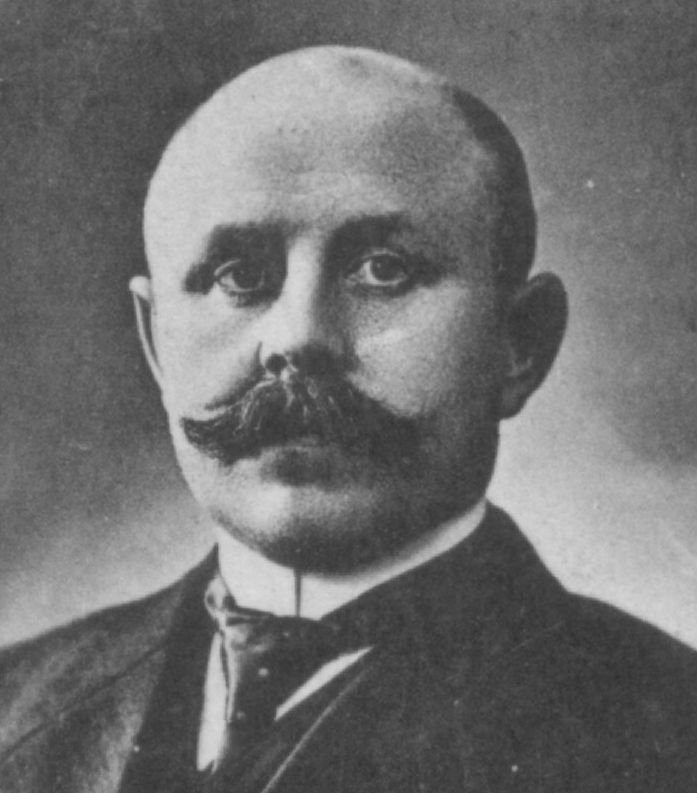
Karl Heckmann als Reichstagsabgeordneter 1912

Karl Heckmann (* 25. November 1874 in Osnabrück; † 20. August 1947 in Gadderbaum, heute Bielefeld) war Bergmann und Mitglied des Deutschen Reichstags.

## Leben
Heckmann besuchte die Volksschule. Seit der Schulentlassung war er im Bergbau beschäftigt und wurde am 20. November 1911 schwer verletzt. Wegen eines Beinbruchs wurde er vom Militärdienst freigestellt und war seit 1911 Stadtverordneter in Bochum.
Von 1912 bis 1918 war er Mitglied des Deutschen Reichstags für den Wahlkreis Regierungsbezirk Arnsberg 5 Bochum, Gelsenkirchen, Hattingen, Herne und die Nationalliberale Partei.